# 弗洛里斯四世
弗洛里斯四世（荷蘭語：Floris IV，1210年6月24日—1234年7月19日），荷蘭伯爵，1222年至1234年在位。

## 家庭
1224年，弗洛里斯與布拉班特公爵亨利一世的女兒瑪蒂爾德結婚，兩人共有2子2女：
1. 威廉二世（1227年—1256年）
2. 弗洛里斯（英语：Floris de Voogd）（1228年—1258年）
3. 阿萊德（英语：Adelaide of Holland）（1230年—1284年），與阿凡斯內的若望結婚
4. 瑪格麗塔（英语：Margaret of Holland, Countess of Henneberg）（1234年—1276年）